# Tanki Leendert
Tanki Leendert – miejscowość (plaats) i strefa (zone) w regionie Noord/Tanki Leendert w północnej części kraju autonomicznego Aruba, należącego do Holandii, w Ameryce Południowej. 1 stycznia 2020 r. liczyła 4589 mieszkańców. Leży ok. 12 km na północny-wschód od stolicy wyspy Oranjestad. Znajduje się tutaj kościół, szkoła podstawowa oraz strefa przemysłowa.

## Podział administracyjny
W skład strefy wchodzi jedna miejscowość
- Tanki Leendert

## Demografia
Strefa liczy 4589 mieszkańców (1 stycznia 2020).
| Kobiety | Mężczyźni |
| ------- | --------- |
| 2157    | 2432      |